# Toyota Kijang
Die Modelle Kijang (Indonesien), Condor (Südafrika), Qualis (Indien), Revo (Philippinen), Tamaraw (Philippinen), Unser (Malaysia), Venture (Südafrika), Z-Ace (Taiwan und Vietnam), Zace (Taiwan) und Zaice (Vietnam) sind Modelle der japanischen Marke Toyota, die auf den von Toyota Indonesia entwickelten Toyota Kijang zurückgehen und zu einem Welterfolg wurden. Besonders in Südostasien und Südafrika sowie auf einigen karibischen Inseln waren diese Modelle sehr gefragt. Ungezählte CKD-Aufträge mussten an freie Werkstätten vergeben werden, um der steigenden Nachfrage nachzukommen. 2003/2004 wurde der Kijang schließlich auf einigen Märkten aufgegeben und auf einigen durch andere Modelle ersetzt.

## Modellübersicht

### Erste Generation
Der Kijang wurde Anfang der 1970er-Jahre von Toyota Indonesia auf Basis des bewährten Toyota Land Cruisers entwickelt. Es sollte ein günstigerer und für den indonesischen Markt besser geeigneter Geländewagen gebaut werden. Trotz anfänglicher Skepsis – der Land Cruiser war ein langbewährtes Modell – begannen die ersten Planungen unter Geheimhaltung 1973. Mit einer zweijährigen Zeit der Entwicklung wurden die Modelle schließlich erstmals auf der Jakarta Fair Show der Weltöffentlichkeit gezeigt. Eine Serienproduktion wurde bis dahin von Toyota nicht in Erwägung gezogen, da man den Land Cruiser als unschlagbar ansah. Der große Anklang sowie der Eingang tausender schriftlicher Anfragen änderten diese Meinung rasch und man konnte schließlich 1977 mit der Serienproduktion des Toyota Kijang in Indonesien beginnen. Ein Jahr später folgte dann auch die Auslieferung von CKD-Bausätzen an ein philippinisches Unternehmen. Dort baute man das Modell als Toyota Tamaraw.
Es standen vier verschiedene Karosserievarianten sowie diverse Motorisierungen zur Auswahl. So gab es den Kijang als Minibus, Pikap mit einer oder auf Wunsch mit zwei Kabinen. Ebenfalls stand auch ein Kastenwagen zur Auswahl. Bei den philippinischen Tamaraws gab es des Weiteren auch Langversionen des Pickups sowie eine LKW-Version mit Planengerüst.
Als Motorisierung gab es den 1,2-Liter-3K-Ottomotor mit 57 kW (77 PS). Beim philippinischen Modell war die Modellauswahl bei weitem größer. Hier standen des Weiteren auch der 4K-Motor von Toyota mit 65 kW (89 PS) zur Auswahl. Von anderen Motorenherstellern gab es den 1,3-Liter-Pinoy-Motor (Ford Motor Company) sowie die 1,6-Liter-Motoren Fiera I, Fiera II und Fiera III (ebenfalls von Ford). Von Chrysler-Mitsubishi gab es den 1,4-Liter-Neptune-Motor. Dieser kam etwas später auch beim Kijang zum Einsatz.
1980 wurde der Kijang schließlich überarbeitet und die zweite Generation etabliert. Auf den Philippinen wurde der Tamaraw noch bis 1982 in der Ur-Form weitergebaut und ebenfalls durch die zweite Generation ersetzt.
Einziger Konkurrent des Tamaraw war der Jeepney. Insgesamt 26.806 Einheiten des Kijang wurden produziert.

### Zweite Generation
Mit der Einführung der zweiten Generation gab man dem Kijang und dem Tamaraw ein Design, das die Modelle ein wuchtigeres Auftreten gab. Dennoch lehnte sich die Form noch sehr an seinen Vorgänger an. Die Frontscheinwerfer waren wahlweise oval, rund oder eckig.
Als Motorisierung für den Kijang gab es lediglich den 1,4-Liter-4K-Motor. 1985 wurde dieser durch einen 1,5-Liter-Ottomotor ersetzt.
Beim Tamaraw hingegen war ein 2,2-Liter-Dieselmotor von Delta Motors Standard. Von Mazda gab es als zweite Motorenauswahl einen 2,5-Liter-Dieselmotor. Weitere Motoren in der Auswahl des Tamaraw waren der Fiera IV von Ford sowie der Isuzu C-190.
Dragon Motor Vehicles, ein lokaler philippinischer Automobilbauer, kaufte nach dem Erfolg des Tamaraw eine Lizenz. Kurz darauf produzierte das Unternehmen eigenständige Modelle unter dem Markennamen Dragon. Nissan und Carter Motors erkannten ebenfalls die Beliebtheit des Modells und kauften die Rechte an dem Design. So entstanden des Weiteren auch die Konkurrenzmodelle Nissan Bida, der durch Universal Motors vertrieben wurde, sowie der Carter Masa.
Diese waren nun auch eine direkte Konkurrenz, sodass ein neuerer und modernerer Nachfolger kreiert werden musste. 1986 wurde zwar eine neue Version auf den Markt gebracht, doch auf den Philippinen erhielt die neue Generation erst 1991 Einzug.
Die in Taiwan und Vietnam gebauten Z-Ace-Modelle waren mit dem indonesischen Kijang identisch.

### Dritte Generation
Die dritte Generation von 1986 unterschied sich zu seinen Vorgängern erheblich. So war nun die Karosserieform wieder zeitgemäß und das Fahrzeug konnte mit weit mehr Extras bestellt werden. Das Modell wurde auch für Privathaushalte interessant. Die vorherigen Generationen waren fast nur an Händler und Gewerbetreibende verkauft worden.
Auf diesem Wege wurde das Modell nun auch in Afrika und in der Karibik bekannt. Dort war die Nachfrage ebenfalls sehr hoch, sodass diese Generation nun auch in Südafrika als Toyota Venture gebaut wurde. Diese exportierte man schließlich auch in andere afrikanischen Länder sowie in die Karibik.
In der Kijang-Modellreihe unterschied sich das Modell in erster Linie bereits in der Länge. So gab es eine KF-40-Serie mit kurzem Radstand und die KF-50-Serie mit langem Radstand. Die einfachste Modellvariante war der Standard Kijang. Die beste Version war der Super Kijang. Die Pickup-Version der neuen Generation wurde bei freien Werkstätten in Auftrag gegeben und basierte auf dem Toyota Hilux. Das Design wurde dennoch einheitlich gestaltet, um nicht von der Minibus-Version abzuweichen.

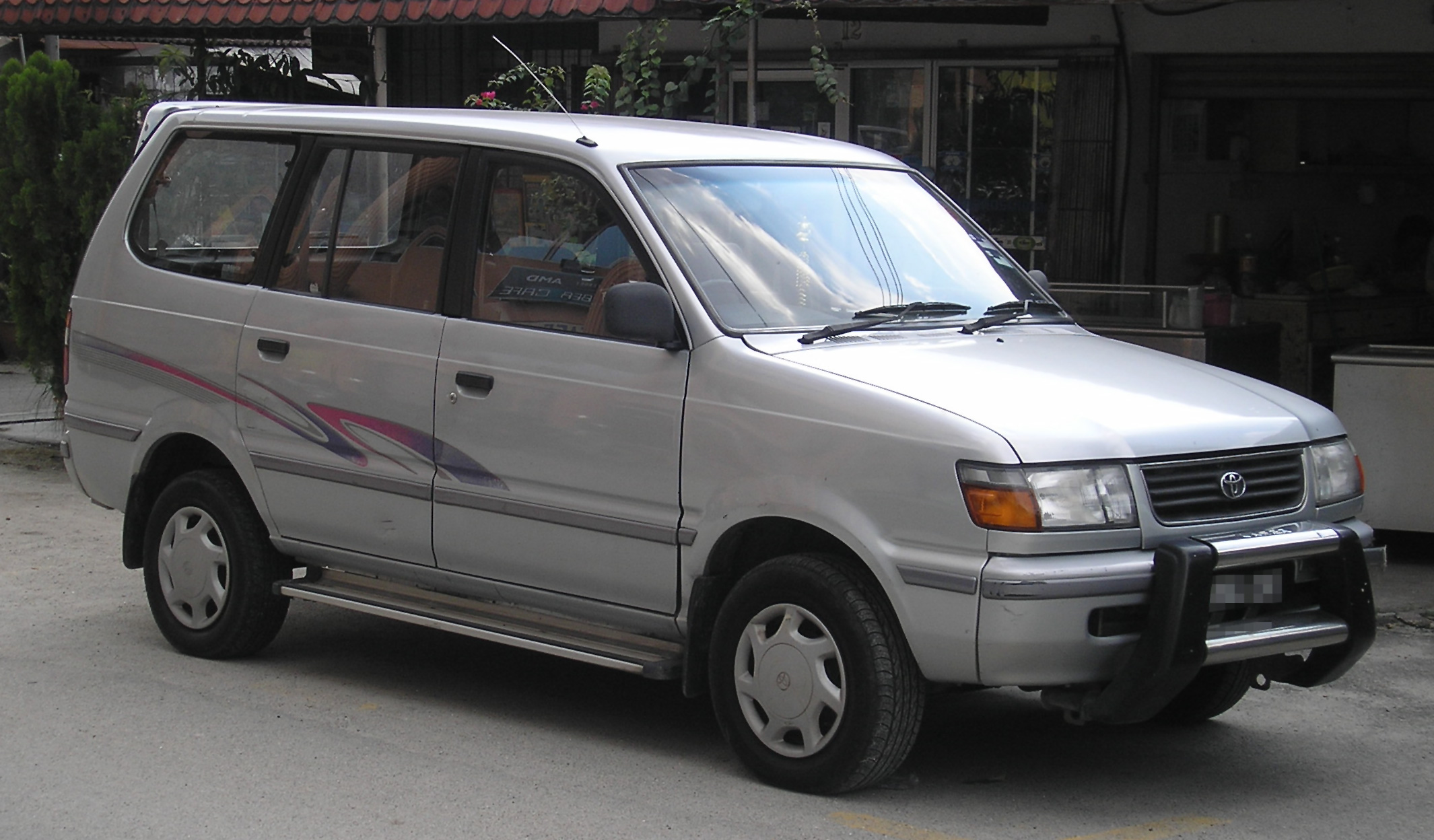
Toyota Unser einer freien Produktion basierend auf dem Mazda MPV

1992 wurden schließlich kleinere stilistische Änderungen an dem Modell eingeführt. So wurden die Einheiten aus dem Toyota-Werk mit dem Schriftzug Toyota Original Body ausgewiesen. Auch das Interior wurde leicht überarbeitet, wobei der Standard immer noch das Einsteigermodell war. Für Gewerbetreibende war dieser besonders beliebt. Eine Etage höher rangierte der Deluxe. Das Top-Modell stellte der Grand Extra dar. Als Motor diente dem Kijang der 1,8-Liter-7K-C-Motor.
Beim Tamaraw FX hingegen gab es diverse Varianten von Otto- und Dieselmotoren. Diese wurden auch bei dem malaiischen Unser sowie dem Zaice angeboten. Der Venture war zunächst, wie der Zace mit dem Kijang baugleich. Mit der Einführung des Qualis auf dem indischen Markt wurden weitere Motoren entwickelt. Diese leisteten 61 kW (83 PS) und 75 kW (102 PS). Sie lösten schließlich alle bisherigen angebotenen Motoren des Venture sowie dem Zaice und Zace ab. Der Qualis war zwar technisch gleich, doch die Frontpartie war eigen und ist eine Vorversion zur vierten Generation.
Die indonesische Facelift-Version wurde schließlich ab 1993 als vierte Generation im Tamaraw FX angeboten. Der vietnamesische Zaice wurde dem Modell 1996 entsprechend angepasst. Bei den freien Werkstätten wurden für die Karosserie des Toyota Unser auch des Öfteren Karosserieteile des Mazda MPV verwendet.

### Vierte Generation

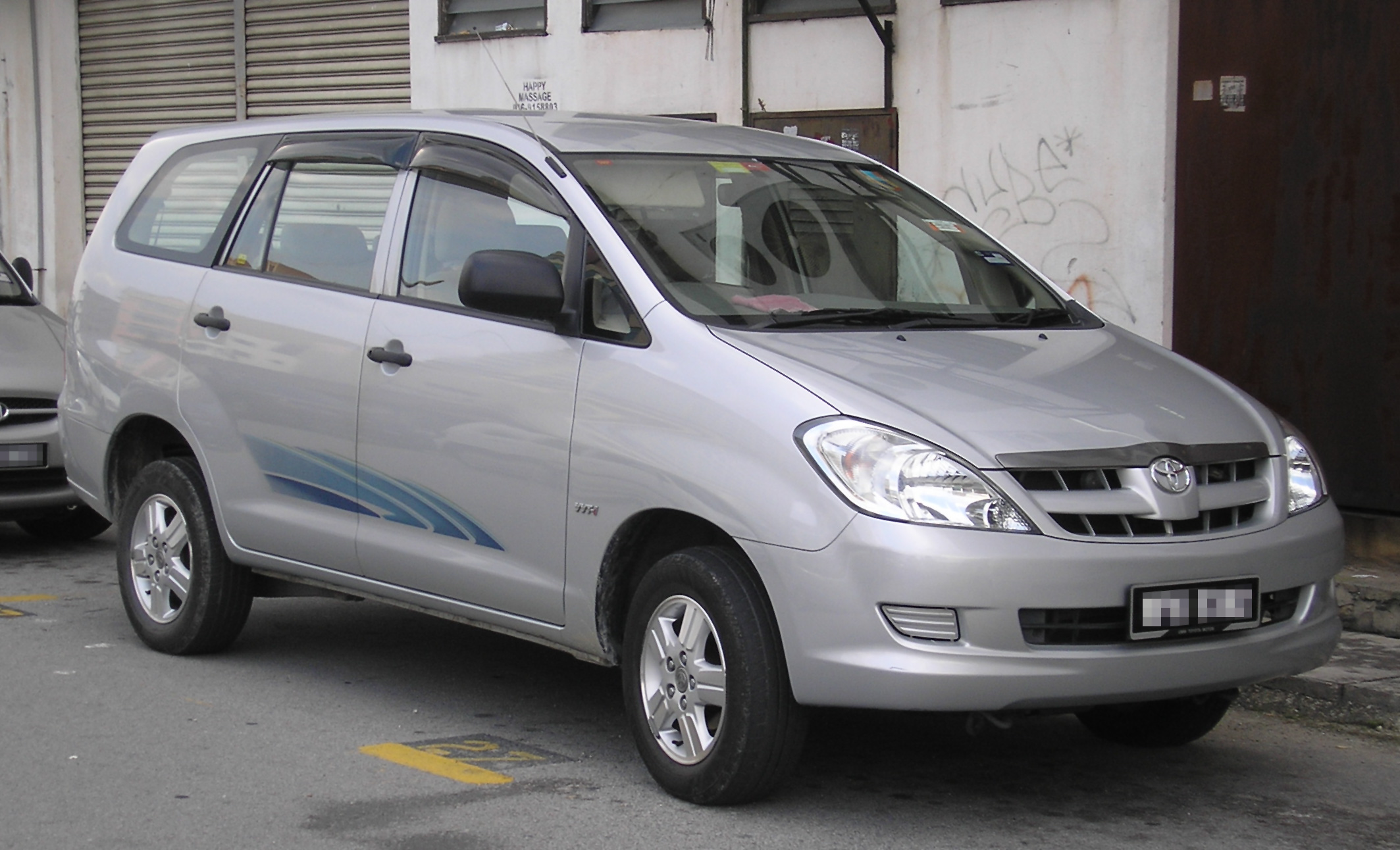
Toyota Kijang Innova

Mit der vierten Generation, bzw. der zweiten Tamaraw-FX-Generation wurde das Design erneut modernisiert. Auf einigen Märkten hingegen wurde diese jedoch nicht angeboten. Dort blieb die dritte Generation weiterhin im Angebot.
In der Kodierung wurde die Pickup-Version nun als Series 60 bezeichnet. Der Minivan, im Volksmund auch Kijang Capsule, war die Series 70 und in der Langversion die Series 80. Für den Antrieb des Kijang sorgten wahlweise ein 1,8-Liter-Ottomotor oder ein 2,4-Liter-Dieselmotor.
Modellübersicht der Series 60 Standard Deck:
- SX, Standardmodell
- SSX, Ausstattung mit Radio und Kassettenspieler oder Kassettenradio
- SGX, Ausstattung mit Kassetten- oder CD-Radio, elektrischen Fensterhebern und Dekor
- Rangga, Sportversion mit SGX-Ausstattung

Modellübersicht der Series 60 Flat Deck:
- LX, Standardmodell
- LSX, Ausstattung mit Radio und Kassettenspieler oder Kassettenradio
- LGX, Ausstattung mit Kassetten- oder CD-Radio, elektrischen Fensterhebern und Dekor
- Krista, Sportversion mit LGX-Ausstattung

Modellübersicht der Series 70:
- SX, Standardmodell
- SSX, Ausstattung mit Radio und Kassettenspieler oder Kassettenradio
- SGX, Ausstattung mit Kassetten- oder CD-Radio, elektrischen Fensterhebern und Dekor

Modellübersicht der Series 80:
- LX, Standardmodell mit 4-Gang-Schaltgetriebe
- LSX, Ausstattung mit Radio und Kassettenspieler, 5-Gang-Schaltgetriebe und Servolenkung.
- LGX, Ausstattung mit Kassetten- oder CD-Radio, elektrischen Fensterhebern, 4-Stufen-Automatikgetriebe-Option und Dekor.
- Krista, Sportversion mit LGX-Ausstattung

Im Jahr 2000 bekam der Kijang ein kleines Lifting an Front und Heck. Ebenso stand nun für die LGX- und Krista-Modellversionen zusätzlich ein 2,0-Liter-Motor zur Auswahl. Des Weiteren wurde auch das Interior dieser beiden Modellversionen leicht überarbeitet. Eine weitere leichte Überarbeitung fand 2003 statt. So werden diese Modellversionen nun auch in A (1997–2000), B (2000–2003) und C (2003–2005) unterschieden. Als sich die Kijang-Serie mit der Zeit nun mehr zu einem PKW entwickelt hatte, beschlossen Toyota India und Toyota Indonesia die Entwicklung eines geeigneten Nachfolgers. Dieser wurde 2005 etabliert und trägt je nach Markt die Namen Toyota Innova (Indien), Toyota Kijang Innova (Indonesien) und Toyota Revo (2. Generation; Philippinen).